# Басово (Мордовия)
Басово — посёлок железнодорожного разъезда в Ардатовском районе Мордовии. Входит в состав Баевского сельского поселения.

## История
Возник в 1950-е годы. Назван по фамилии первопоселенцев.

## Население
| 2002 | 2010 |
| ---- | ---- |
| 5    | ↘0   |